# Wapen van Baden-Württemberg

Groot wapen

Klein wapen

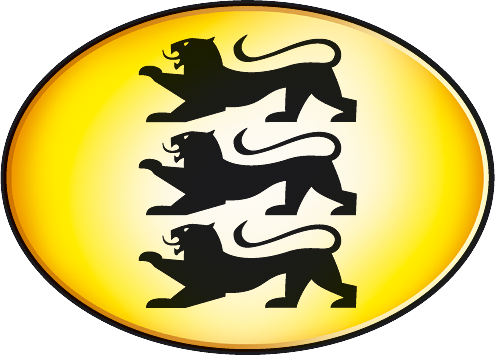
Signet

Het Wapen van Baden-Württemberg wordt gebruikt in twee varianten: een groot en een klein wapen.
De op 11 november 1953 afgekondigde grondwet van de nieuwe deelstaat Baden-Württemberg stelt in artikel 24, paragraaf 1 de kleuren van de vlag van de deelstaat vast (zwart en geel), maar geen wapen. Aangezien de deelstaat van oorsprong uit vele kleinere gebieden bestond lag de discussie over een algemeen symbool zeer gevoelig. Uiteindelijk is het wapen officieel vastgelegd op 2 augustus 1954 in de verordening over het voeren van het deelstaatwapen.
De basis van het wapenschild luidt in paragraaf 1 van de verordening als volgt: Op een gouden schild, drie schrijdende zwarte leeuwen met rode tongen.
In dezelfde paragraaf worden ook de twee verschijningsvormen van het wapen beschreven. Het wapen grijpt terug op het wapen van het Huis Hohenstaufen en het hertogdom Zwaben. Bij de naamgeving van de nieuwe bondsstaat was Zwaben een van de opties. Deze werd echter vanuit de Badense hoek verworpen. Het wapen mag uitsluitend door overheidsinstanties worden gebruikt. Voor overig gebruik van het wapen kan gebruikgemaakt worden van het zogenaamde signet.

## Groot wapen
Het grote wapen is getooid met een kroon van wapens van de zes belangrijkste historische regio's van Baden-Württemberg:
| Wapen | Historische regio                         |
| ----- | ----------------------------------------- |
|       | Franken                                   |
|       | Hohenzollernsche Lande                    |
|       | Baden                                     |
|       | Württemberg                               |
|       | Paltsgraafschap aan de Rijn               |
|       | Voor-Oostenrijk (Landgraafschap Breisgau) |

Het wapen wordt gesteund door twee wapendragers: het hert representeert Württemberg en de griffioen symboliseert Baden. De wapendieren zijn uitgevoerd in een mengeling van goud en zilver. Het wapenschild van Württemberg werd namelijk voorheen gesteund door twee gouden herten en het wapenschild van Baden door twee zilveren griffioenen. Het geheel is geplaatst op een postament in de kleuren van de vlag van Baden-Württemberg.

## Klein wapen
Het kleine wapen van Baden-Württemberg bestaat uit het wapenschild getooid met een helmkroon. De kroon symboliseert als volkskroon de soevereiniteit van het volk.